# Raymond Court
Raymond Court (* 2. Dezember 1932 in Lausanne; † 3. März 2012 ebenda) war ein Schweizer Jazztrompeter (auch Flügelhorn).

## Leben und Wirken
Court, der eine Lehre als Kunsttischler machte, begann im Alter von 18 Jahren als Autodidakt Trompete zu spielen. Er trat zunächst mit Raymond Droz auf und spielte Dixieland (etwa auf den Zürcher Jazz Festivals 1954 und 1955), um dann nach einigen Jahren zum Modern Jazz zu wechseln. Ab 1959 trat er mit Flavio Ambrosetti, Kurt Weil, George Gruntz und Daniel Humair auf. 1960 spielte er mit der Combo des Schlagzeugers Pierre Bouru auf dem Festival von Antibes, wo er mit der Trompette d'Or ausgezeichnet wurde. Das hatte Auftritte in Paris mit Martial Solal, René Urtreger, Lou Bennett und Bud Powell zur Folge. Er arbeitete auch mit der Modern Jazz Group Freiburg.
Court arbeitete dann in seinem Beruf als Tischler, spielte aber bald wieder als Amateur in Lausanne. Seit 1982 wirkte er wieder professionell als Musiker. Einerseits war er als Mitglied der Red Hot Peppers und der Papa's im Hot Jazz tätig. Anderseits spielte er mit Grössen des Modern Jazz wie Johnny Griffin, Cedar Walton oder Kenny Drew. 1985 trat er mit einer von ihm und Peter Candiotto geleiteten Gruppe auf dem Montreux Jazz Festival auf. Auch machte er Aufnahmen mit Géo Voumard.

## Diskographische Hinweise
- Court/Candiotto Quintet: Live in Montreux (Plainisphare 1985, mit Jean-Pierre Bionda)
- Beautiful Friendship (Nilva 1988, mit Thierry Lang, Ivor Malherbe, Alvin Queen)
- Flavio Ambrosetti: Anniversary (Enja 1959–1962)
- Hot Mallets: Standards for Paradise (Jazz et Rejazz 1984)
- Red Hot Peppers: Memories of New Orleans (Souverän 1985)
- Eastern Rebellion: Survivors (TCB 1995)
- Modern Jazz Group Freiburg European Jazz Sounds (2016, Be Jazz, mit Waldi Heidepriem, Karl Theodor Geier, Eberhard Stengel)

## Lexigraphische Einträge
- Bruno Spoerri: Biografisches Lexikon des Schweizer Jazz. CD-Beilage zu: Bruno Spoerri (Hrsg.): Jazz in der Schweiz. Geschichte und Geschichten. Chronos, Zürich 2005, ISBN 3-0340-0739-6.
- Barry Kernfeld (Hrsg.): The New Grove Dictionary of Jazz. Oxford University Press, 2002, ISBN 0-19-516909-3.